# Idioma comechingón
El idioma comechingón es una lengua nativa americana extinta, no clasificada en ninguna familia hasta la fecha, por lo que se la considera una lengua aislada. Era hablada por los comechingones en la zona de las provincias de Córdoba y San Luis, en Argentina.

## Características lingüísticas
Esta lengua no cuenta con elementos suficientes para establecer su pertenencia a alguna familia, ni es posible intentar una reconstrucción. Henia y Camiare son sus dialectos norte y sur respectivamente, es posible que estuviere vinculada con la lengua kakán de los diaguitas.
Con la llegada de los españoles, comenzó la sustitución forzosa de la lengua por el quechua mezclada con el español.
Se considera que ha sido una lengua muy rica con relación a la cantidad de vocablos y a su precisión, pero solamente se han preservado unas pocas palabras seguras. Aun teniendo en cuenta esta falta de material, se cree que la tonada y el acento tan particular de los actuales cordobeses tiene su origen en las raíces de la lengua comechingona, combinado con la influencia del acento andaluz de los primeros colonos españoles.

## Comparación de vocabulario
Algunas palabras seguras:
| Comechingón              | Español    |
| ------------------------ | ---------- |
| Henen, henin, hen, pitin | Pueblo     |
| Naguan, acan nave        | Cacique    |
| Butos                    | Casa       |
| Tica                     | Mojón      |
| San                      | Río o agua |
| Chi                      | Pezón      |
| Era                      | Peñasco    |
| Lemín                    | Pescado    |